# Mormopterus loriae
Mormopterus loriae (Thomas, 1897) è un pipistrello della famiglia dei Molossidi diffuso in Australia e Nuova Guinea.

## Descrizione

### Dimensioni
Pipistrello di piccole dimensioni, con la lunghezza della testa e del corpo tra 44,3 e 56 mm, la lunghezza dell'avambraccio tra 30 e 34,5 mm, la lunghezza della coda tra 24,4 e 31,5 mm, la lunghezza del piede tra 5,3 e 8 mm, la lunghezza delle orecchie tra 10,8 e 16 mm e un peso fino a 13 g.

### Aspetto
La pelliccia è corta, densa e vellutata. Le parti dorsali sono fulve o bruno-castane con la base dei peli biancastra, mentre le parti ventrali sono giallastre o giallo-biancastre, talvolta con le punte dei peli brunastre. Il mento è privo di peli e brunastro. Il muso è piatto, largo, con il labbro superiore ricoperto di pliche cutanee superficiali e le narici che si aprono lateralmente. Le orecchie sono separate e con i margini lisci, la superficie interna è leggermente ricoperta di peli e di pieghe. Le membrane alari sono bruno-nerastre e attaccate posteriormente sulle caviglie. La coda è lunga, tozza e si estende per più della metà oltre l'uropatagio.

## Biologia

### Comportamento
Si rifugia in gruppi di diverse centinaia di individui nelle cavità degli alberi e in edifici. Una colonia è stata osservata all'interno di una grotta.

### Alimentazione
Si nutre di insetti, particolarmente blatte, formiche, falene e scarafaggi catturati sopra la volta forestale, in spazi aperti e specchi d'acqua.

### Riproduzione
Danno alla luce un piccolo alla volta tra dicembre e gennaio.

## Distribuzione e habitat
Questa specie è diffusa nella Nuova Guinea sud-orientale, nella Penisola di Capo York e nella parte più settentrionale del Territorio del Nord e dell'Australia occidentale.
Vive nei boschi di sclerofille, foreste umide tropicali e mangrovie fino a 100 metri di altitudine.

## Tassonomia
Sono state riconosciute 3 sottospecie:
- M.l.loriae: Nuova Guinea sud-orientale;
- M.l.cobourgianus (Johnson, 1959): coste degli stati australiani del Territorio del Nord e dell'Australia occidentale;
- M.l.ridei (Felten, 1964): coste pacifiche degli stati australiani del Queensland, Nuovo Galles del Sud e di Victoria.

## Conservazione
La IUCN Red List, considerato il vasto areale, la tolleranza a dicversi tipi di habitat e la popolazione presumibilmente numerosa, classifica M.loriae come specie a rischio minimo (Least Concern)).